# Tunge landskommun
Tunge landskommun var en tidigare kommun i dåvarande Älvsborgs län.

## Administrativ historik
Kommunen bildades  i Tunge socken i Ale härad i Västergötland när 1862 års kommunalförordningar trädde i kraft.
Vid kommunreformen 1952 uppgick den i Lödöse landskommun som 1971 uppgick i Lilla Edets kommun. 